# Sankt Budolfi Kirke, Ålborg

Sankt Budolfi Kirke är Ålborgs domkyrka och stiftskyrka i Ålborgs stift i danska folkkyrkan i Danmark. Den ligger centralt i staden vid Budolfi Kirkeplads (”Budolfi kyrkoplats”) och byggdes i slutet av 1300-talet, när den äldre Vor Frue Kirke inte räckte till för staden. Kyrkan restaurerades grundligt 1898-1900. Namnet Sankt Budolfi Kirke fick kyrkan efter det engelska helgonet Botholphus (genitiv: Botholphi). 
Efter reformationen 1536 sekulariserades Børglums kloster och drogs in till kronan – för att senare förlänas till adelsmän och präster. Samtidigt med sekulariseringen avskaffades Børglums stift, men det återupprättades igen 1554. Børglums stift hade då funnits sedan tidig medeltid och dess förste biskop installerades 1139, efter att biskopssätet i Vendsyssels stift hade flyttats från Vestervig till Børglum.
Biskopen i det år 1554 nyupprättade stiftet fick dock samma år sitt residens i Ålborg och inte i Børglum. Kyrkan blev alltså domkyrka samma år, år 1554. Stiftet bytte därför så småningom namn till Ålborgs stift.

## Fotografier

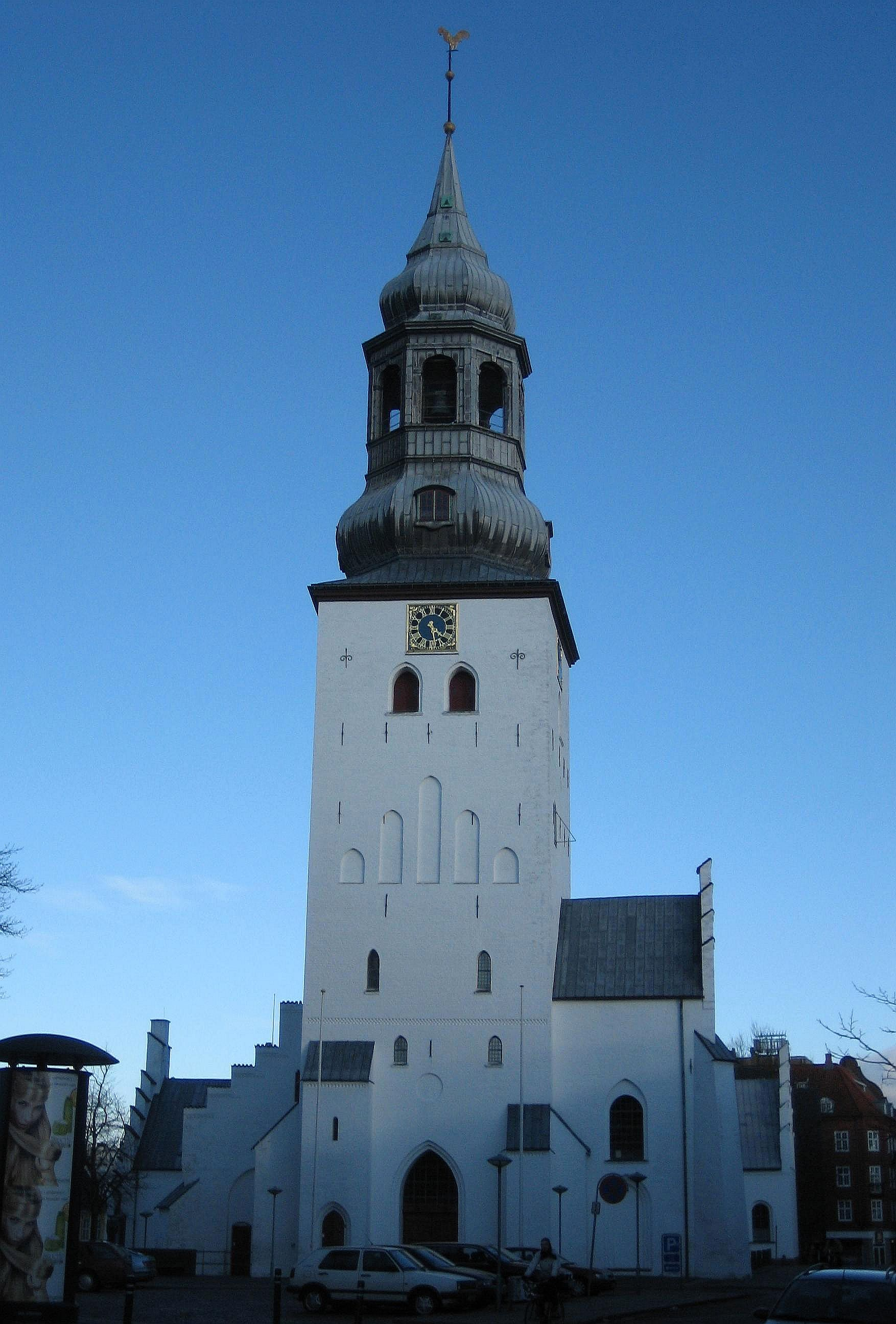
Domkyrkan i skymning Februari 2006.
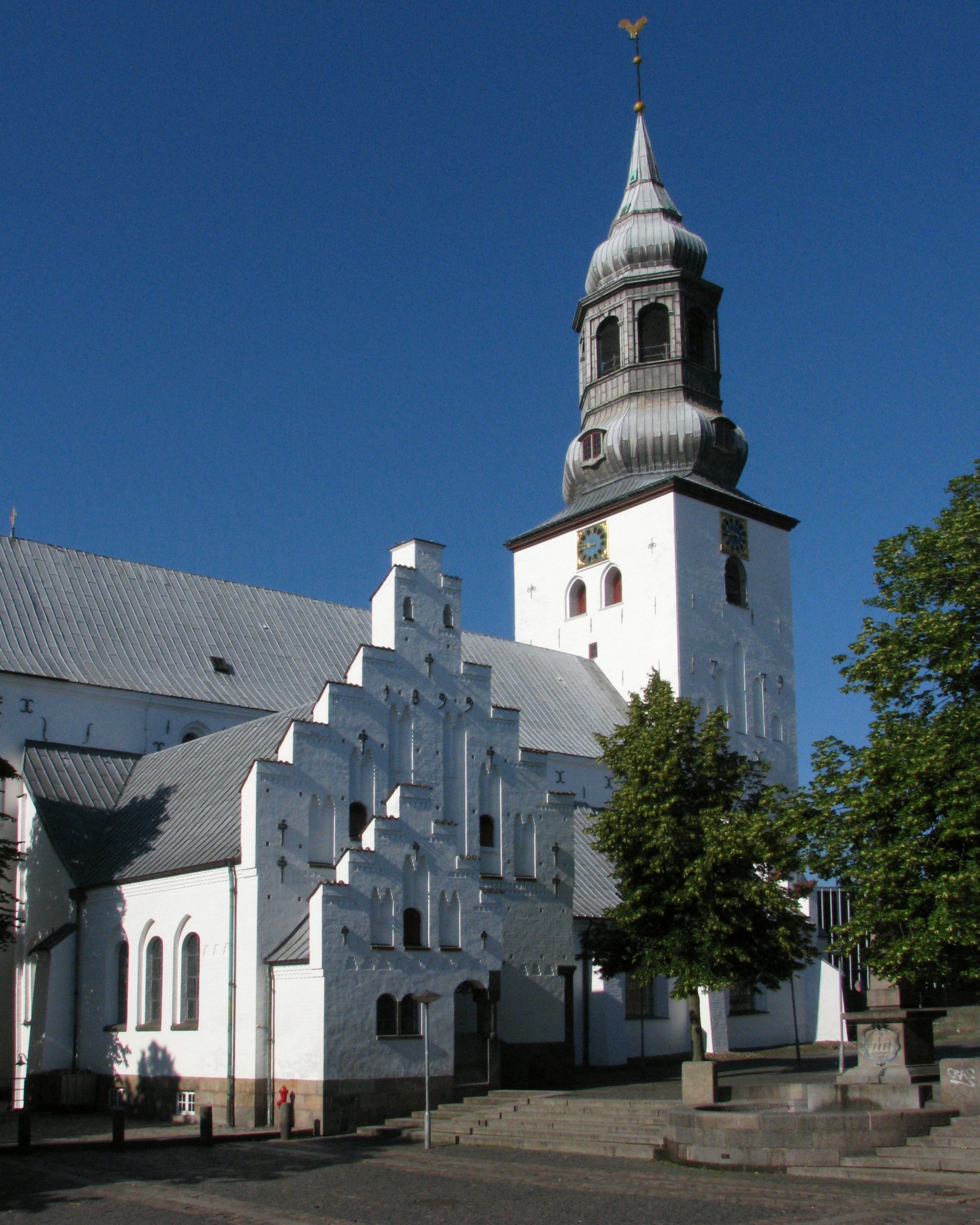
Sankt Budolfi Kirke norra sidan
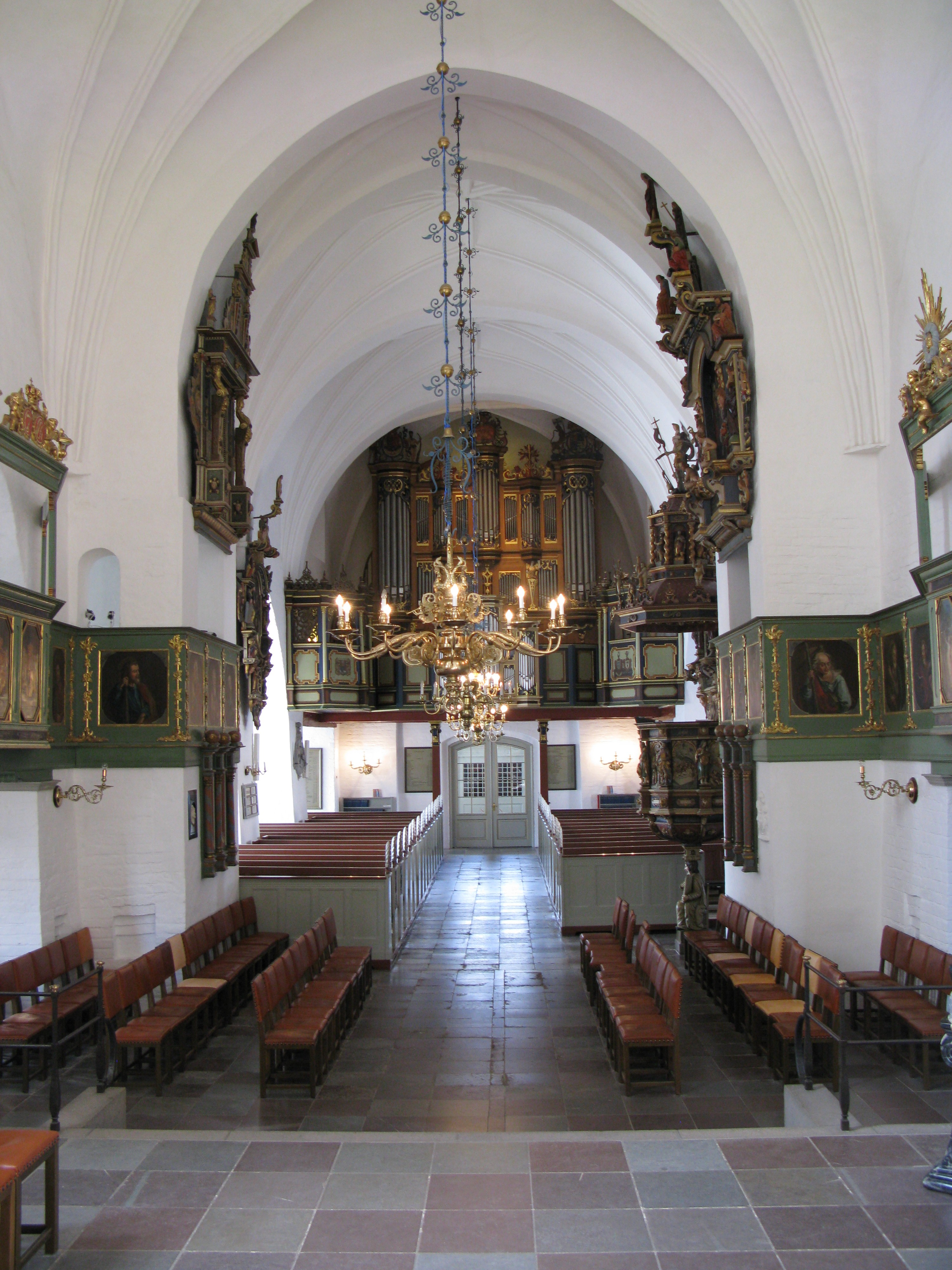
Långhuset med huvud organ
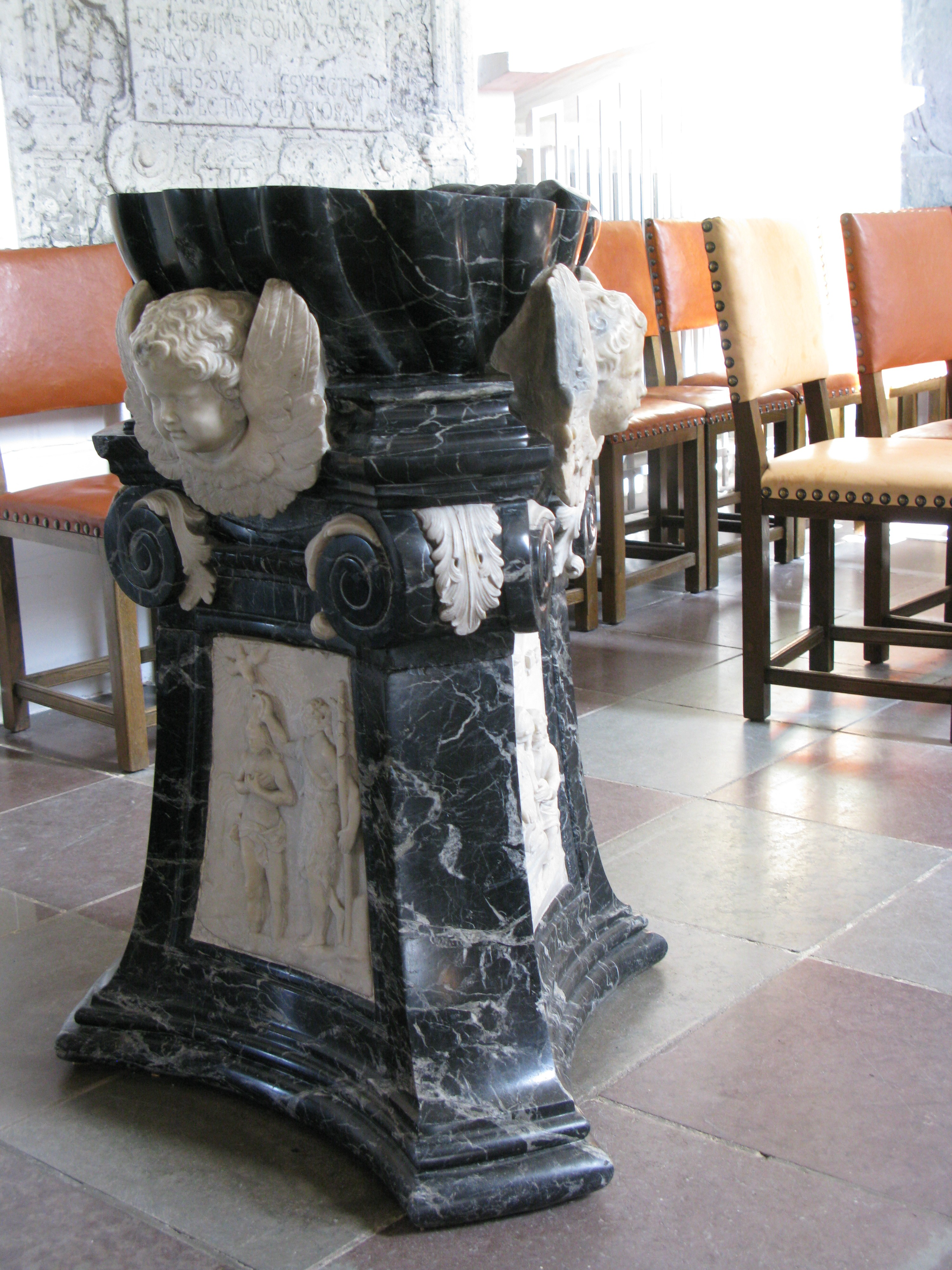
Dopfunten
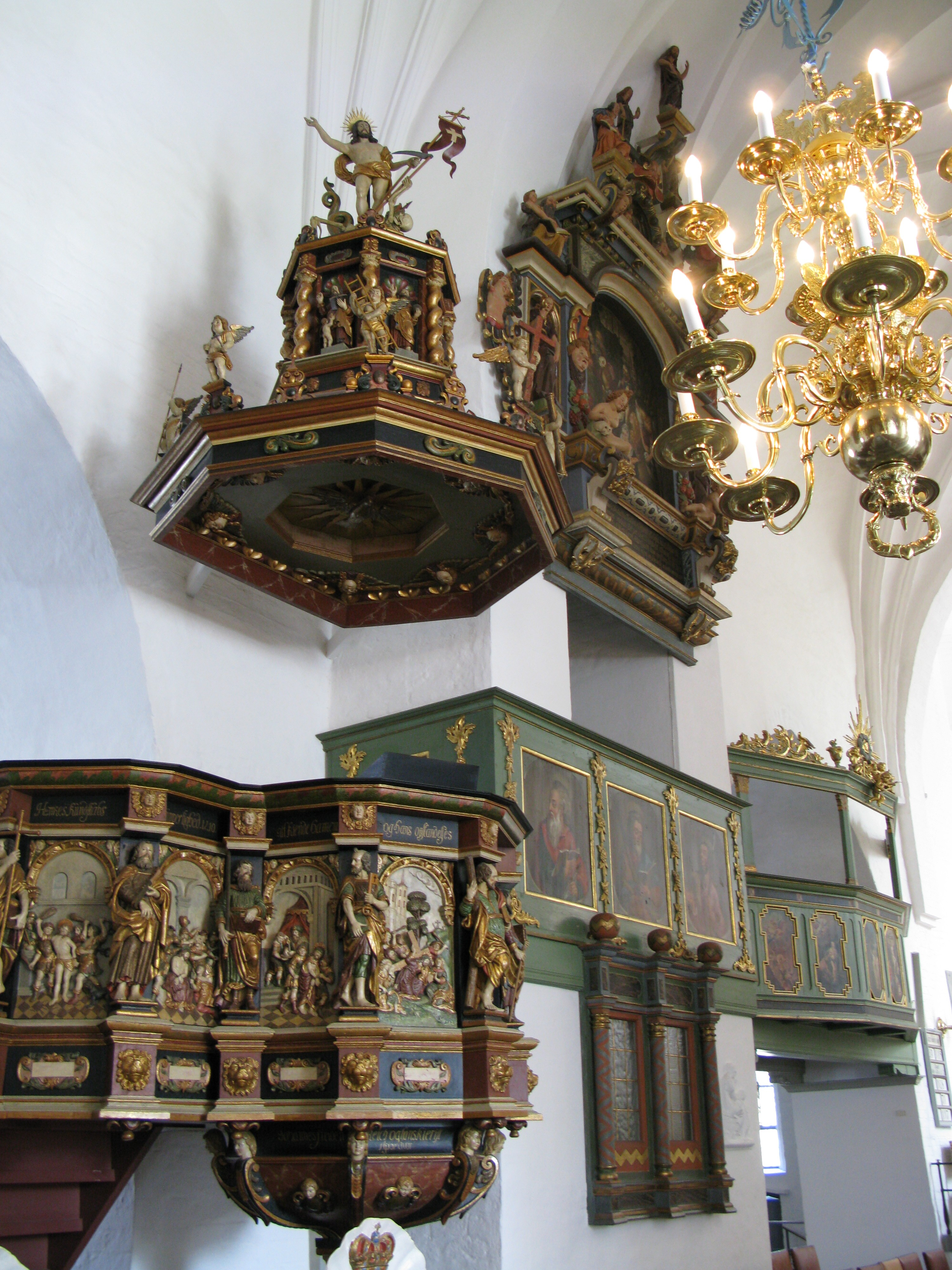
Predikstolen från 1692